# Råttornas vinter
Råttornas vinter är en svensk thrillerfilm från 1988, regisserad av Thomas Hellberg och baserad på Erik Erikssons roman med samma namn.

## Handling
Två män tänker avsluta kvällen tillsammans med ett par fjortonåriga prostituerade flickor. En av flickorna är Maria, som börjar gräla med sin kund i hans port och en granne går emellan. Grannen försöker sedan hjälpa Maria bort från prostitutionen.

## Om filmen
Filmen är inspelad på Malmskillnadsgatan, Gallerian, Brunkebergstorg och närliggande parkeringshus. Den är tillåten från 15 år och hade premiär den 18 november 1988. Den påminner en del om den amerikanska och betydligt mer kända filmen Taxi Driver från 1976.

## Rollista
- Kent Andersson - Walter Olsson, förtidspensionerad sjöman
- Ulrika Hansson - Maria/"Lilly", prostituerad
- Eva-Britt Strandberg - Carina, prostituerad
- Peder Falk - John B. Svensson, direktör för JBS Orient AB
- Stig Engström - Stellan, Johns knarkkurir
- Helena Bergström - Anita, prostituerad
- Mia Benson - Lena
- Lasse Petterson - Torsk
- Björn Kjellman - Bengt
- Lena Nilsson - Gudrun
- Fredrik Ohlsson - Helge
- Anita Ekström - Birgitta
- Torsten Wahlund - Sten Lindgren
- Ewa Carlsson - Susanne
- Dan Lindhe - Leo
- Johan Söderberg - Bruno
- Göran Boberg - Finnen
- Peter Alvérus - Ambulansman

## Musik i filmen
- Café Opera, musik Bengt-Arne Wallin, Nils Landgren, text Nils Landgren
- Partaj, musik Bengt-Arne Wallin, Nils Landgren, text Nils Landgren